# Webster (Massachusetts)
Webster é uma vila localizada no condado de Worcester no estado estadounidense de Massachusetts. No Censo de 2010 tinha uma população de 16.767 habitantes e uma densidade populacional de 443,23 pessoas por km².

## Geografia
Webster encontra-se localizado nas coordenadas 42° 02′ 50″ N, 71° 50′ 45″ O. Segundo o Departamento do Censo dos Estados Unidos, Webster tem uma superfície total de 37.83 km², da qual 32.05 km² correspondem a terra firme e (15.28%) 5.78 km² é água.

## Demografia
Segundo o censo de 2010, tinha 16.767 pessoas residindo em Webster. A densidade populacional era de 443,23 hab./km². Dos 16.767 habitantes, Webster estava composto pelo 91.21% brancos, o 2.87% eram afroamericanos, o 0.3% eram amerindios, o 1.1% eram asiáticos, o 0% eram insulares do Pacífico, o 2.34% eram de outras raças e o 2.18% pertenciam a duas ou mais raças. Do total da população o 6.85% eram hispanos ou latinos de qualquer raça.

## Economia
Tem o escritório de Massachusetts de Goya Foods.